# Parlamento Sami della Russia
Il Parlamento Sami (in russo Саамское собрание Кольского полуострова? ed in lingua sami settentrionale Sámediggi) è l'organo legislativo non riconosciuto della comunità sami russa.